# Farol do Cabo Sardão
O Farol do Cabo Sardão  é um farol situado no Cabo Sardão, na freguesia de São Teotónio, no Município de Odemira, em Portugal.

## Descrição
Consiste num farol de tipologia costeira, estando localizado na Ponta do Cavaleiro ou Cabo Sardão, no interior do Parque Natural do Sudoeste Alentejano e Costa Vicentina. A estrutura tem cerca de 17 m de altura, e está situada a uma altitude de 68 m. Tem um alcance de cerca de 42,5 Km ou 23 milhas náuticas.
Apesar de ter sido edificado na década de 1910, ainda segue as tendências construtivas do século XIX, que seguiam um princípio racionalista, como pode ser constatado pela grande sobriedade e solidez geral da construção, e pela forma clara como foi organizada a planta, tendo sido utilizado um esquema clássico na sua composição, com a torre do farol em si a ser colocada no centro do complexo, com os vários edifícios em redor, de forma simétrica. Ainda assim, sobressaem alguns elementos inspirados noutros períodos, como a torre, que recorda uma estrutura baluarte, e um painel de azulejos na fachada de influência barroca. Apresenta várias similitudes com outros faróis em território nacional, como o da Ponta da Ribeirinha, na Ilha do Faial, e o de Alfanzina, no Algarve.
Devido às suas dimensões e importante localização, o Farol do Cabo Sardão é considerado como um dos mais emblemáticos monumentos no concelho.

## História
O local onde se ergue o farol terá sido originalmente ocupado pela atalaia do Castelo do Cavaleiro, que poderá corresponder aos vestígios de construção que foram encontrados por debaixo do edifício do farol.
A instalação de um farol no Cabo Sardão foi proposta por Pereira da Silva em 1866, tendo afirmado que «Dividindo este cabo em duas partes iguaes a distancia que vae do Cabo de Sines ao Cabo de São Vicente (54 milhas), muito convem estabelecer ali um pharol de 3ª ordem, que é sufficiente para esclarecer esta parte da costa». Em 1883 foi aprovado o Plano Geral de Alumiamento e Balizagem, que incluía a construção de um farol de segunda classe no Cabo Sardão, que teria luz distribuída em grupos de dois clarões, um branco e outro vermelho. Nessa altura, a Comissão de Faróis e Balizas calculou um orçamento de 26.000$00 Réis, dos quais 15.000$00 seriam destinados ao edifício em si, enquanto que o restante valor seria para o aparelho e a lanterna. Uma proposta semelhante foi feita por uma comissão de 1902, embora utilizando um aparelho de terceira ordem, modelo pequeno, e que deveria mostrar clarões brancos equidistantes com dez segundos de intervalo. Porém, só em 1912 é que foi produzida a memória descritiva e justificativa para a construção, apontando um orçamento de 29.000,00 Réis. O farol começou a funcionar em 15 de Abril de 1915, possuindo originalmente um aparelho óptico de terceira ordem, com um modelo de grandes dimensões, com 500 mm de distância focal, e uma fonte luminosa de incandescência por vapor de petróleo, sendo a rotação feita por uma máquina de relojoaria.
Em 1950 o farol foi electrificado, através da montagem de grupos electrogéneos, tendo a fonte luminosa passado a ser uma lâmpada de 3000 W. Em 1984 a estrutura passou a estar ligada à rede eléctrica pública, tendo sido automatizada e equipada com uma lâmpada de 1000 W. Em 1999 o imóvel foi alvo de extensas obras de remodelação.
Em Abril de 2015 a Câmara Municipal de Odemira, a Marinha Portuguesa e a Autoridade Marítima Nacional e Direcção de Faróis organizaram um conjunto de eventos para assinalar o centenário do Farol do Cabo Sardão. As comemorações incluíram o descerramento de uma placa alusiva à efeméride no farol, e a realização de exposições na sede da Junta de Freguesia de São Teotónio e no Centro Cultural de Cavaleiro. Também foi assinada a consignação de uma empreitada para a valorização da área envolvente ao farol. A intervenção no Cabo Sardão foi realizada como parte do conjunto de obras feitas pela Sociedade Polis Litoral Sudoeste, e teve como finalidade melhorar as condições naturais e paisagísticas, e reordenar a circulação e o estacionamento de automóveis, tendo sido dado um maior ênfase à circulação pedonal.

## Leitura recomendada
- QUARESMA, António Martins (2012). O rio Mira no sistema portuário do litoral alentejano (1851-1918) (Tese de Doutoramento). Universidade de Évora. Consultado em 22 de Março de 2022
- VILHENA, Francisco João; LOURO, Maria Regina (1995). Faróis de Portugal. Lisboa: Gradiva. 160 páginas. ISBN 9789726624264